# مکان‌پریشی
مکان‌پریشی یا آناتپیسم ((به فرانسوی: Anatopisme)؛ از یونانی باستان ἀνά (در برابر) و τόπος (مکان)) زمانی است که چیزی در جای خود قرار ندارد.
مفهوم مکان‌پریشی نسبت به زمان‌پریشی کمتر شناخته شده است، ممکن است علت آن این باشد که در بسیار مواقع امر مکان‌پریش، زمان‌پریش هم هست، با این حال در تمامی موارد این گونه نیست.
فرهنگ انگلیسی کالینز واژهٔ آناکریسم با ریشهٔ یونانی هم‌معنی با مکان‌پریشی معرفی می‌کند.